# チャタレー事件
チャタレー事件（チャタレーじけん）は、イギリスの作家D・H・ローレンスの作品『チャタレイ夫人の恋人』を日本語に訳した作家伊藤整と、版元の小山書店社長小山久二郎に対して刑法第175条のわいせつ物頒布罪が問われた事件。日本国政府と連合国軍最高司令官総司令部による検閲が行われていた占領下の1951年（昭和26年）に始まり、1957年（昭和32年）の上告棄却で終結した。わいせつと表現の自由の関係が問われた。

## 概要

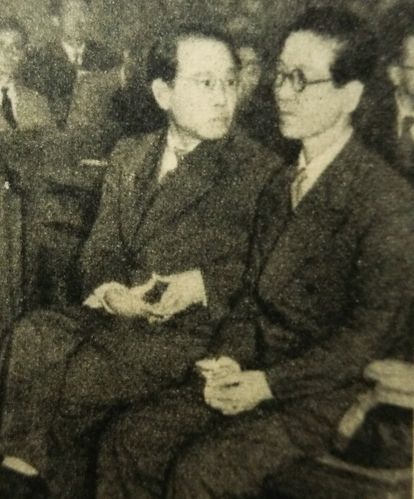
小山（左）と伊藤（右）

『チャタレイ夫人の恋人』には露骨な性的描写があったが、出版社社長も度を越えていることを理解しながらも出版した。6月26日、当該作品は押収され、7月8日、発禁となり、翻訳者の伊藤整と出版社社長は当該作品にはわいせつな描写があることを知りながら共謀して販売したとして、9月13日、刑法第175条違反で起訴された。第一審（東京地方裁判所昭和27年1月18日判決）では出版社社長小山久二郎を罰金25万円に処する有罪判決、伊藤を無罪としたが、第二審（東京高等裁判所昭和27年12月10日判決）では被告人小山久二郎を罰金25万円に、同伊藤整を罰金10万円に処する有罪判決とした。両名は上告したが、最高裁判所は昭和32年3月13日に上告を棄却し、有罪判決が確定した。

### 弁護人について
被告人側の弁護人には、正木ひろし、後に最高裁判所裁判官となる環昌一らが付き、さらに特別弁護人として中島健蔵、福田恆存らが出廷して、論点についての無罪を主張した。

### 論点
- わいせつ文書に対する規制（刑法175条）は、日本国憲法第21条で保障する表現の自由に反しないか。
- 表現の自由は、公共の福祉によって制限できるか。

## 最高裁判決
最高裁判所昭和32年3月13日大法廷判決は、以下の「わいせつの三要素」を示しつつ、「公共の福祉」の論を用いて上告を棄却した。

### わいせつの三要素
1. 徒らに性欲を興奮又は刺戟せしめ、
2. 普通人の正常な性的羞恥心を害し
3. 善良な性的道義観念に反するものをいう

（なお、これは最高裁判所昭和26年5月10日第一小法廷判決の提示した要件を踏襲したものである）

### 公共の福祉
「性的秩序を守り、最小限度の性道徳を維持することが公共の福祉の内容をなすことについて疑問の余地がないのであるから、本件訳書を猥褻文書と認めその出版を公共の福祉に違反するものとなした原判決は正当である。」

## 事件の意義
わいせつの意義が示されたことにより、後の裁判に影響を与えた。また、裁判所がわいせつの判断をなしうるとしたことは、同種の裁判の先例となった。国内だけでなく、東京でのこの裁判は、のちのイギリスやアメリカでの同種の裁判の先鞭となり、書籍や映画の販売促進に効果的な手段としてみなされ、利用されるようになった。

### 公共の福祉論について
公共の福祉論の援用が安易であることには批判が強い。公共の福祉は人権の合理的な制約理由として働くが、わいせつの規制を公共の福祉と捉える見方には懐疑論も強い。

## 補記
- 出版された本のタイトルは『チャタレイ夫人の恋人』だが、判決文では「チャタレー夫人の恋人」となっている。憲法学界における表記も「チャタレー事件」「チャタレイ事件」の2通りがある。
- この裁判の結果、『チャタレイ夫人の恋人』は問題とされた部分に伏字を用いて1964年に出版された。具体的には該当部分を削除し、そこにアスタリスクマークを用いて削除の意を表した。1996年に新潮文庫で、伊藤の息子伊藤礼が削除部分を補った完全版を刊行した。
- 伊藤は、当事者として体験ノンフィクション『裁判』を書いた。『チャタレイ夫人の恋人』は、1973年に羽矢謙一が講談社文庫で完訳を刊行した。
- 宮本百合子は『「チャタレー夫人の恋人」の起訴につよく抗議する』を発表した[6]。
- 1960年にはイギリスでも同旨の訴訟が起こっている。結果は陪審員の満場一致で無罪。2006年には訴訟の様子がノンフィクションとしてドラマ化された。イギリスでは無罪判決となったが、他の英語国であるアメリカ、カナダ、オーストラリア、インドでは発禁となった。
- 2007年に「日本D・H・ロレンス協会」の会長を務めた倉持三郎が、彩流社で『「チャタレー夫人の恋人」裁判 日米英の比較』を刊行した。なお著者は2005年に集大成の形で『D・H・ローレンスの作品と時代背景』（彩流社）を刊行している。

## 関連事件
- 悪徳の栄え事件
- 四畳半襖の下張事件
- 愛のコリーダ事件裁判
- メイプルソープ事件
- 札幌税関検査事件
- 松文館事件
- ホットコーヒー問題